# Імператор Комей
Імператор Ко́мей (яп. 孝明天皇, こうめいてんのう, комей тенно; 22 липня 1831 — 30 січня 1867) — 121-й Імператор Японії, синтоїстське божество. Роки правління: 10 березня 1846 — 30 січня 1867.

## Біографія
Імператор Комей народився 22 липня 1831 року. Він був четвертим сином Імператора Нінко. Матір'ю хлопчика була старша фрейліна Імператорського двору Оґіматі Наоко. Новонародженому дали ім'я Осахіто та титул принц Хіро.
1840 року принц отримав титул Великого сина Імператора, спадкоємця престолу. В березні 1846 року, після смерті батька, він став новим Імператором Японії, а в жовтні наступного року пройшов церемонію інтронізації.
В добу правління Імператора Комея почастішали візити іноземних делегацій до Японії, які японці відмовлялися приймати через дотримання політики ізоляції. Імператор також стояв на ізоляціоністських позиціях, а тому у вересні 1846 року видав вказівку сьоґунату Токуґава, що виконував функції японського уряду, посилити берегову оборону країни. Коли у 1852—1854 роках сьоґунат вступив у переговори з американською делегацією Меттью Перрі, він застеріг уряд, аби той не приймав пропозиції іноземців. Сьоґунат уклав японсько-американський договів про мир і дружбу, що викликало сильні антиіноземні й антиурядові настрої в японському суспільстві. Невдоволення урядом підвищило престиж Імператора Комея та його двору, які в очах народу перетворилися на оборонців японських традицій і гарантів спокою. Через це сьоґунат не міг в майбутньому ігнорувати позицію монарха в міжнародних питаннях.
1858 року сьоґунат звернувся до Імператора Комея з проханням надати дозвіл на підписання нового японсько-американського договору про дружбу і торгівлю. Договір був нерівноправним, тому Імператорський двір відмовився схвалювати його. Тоді голова сьоґунатського уряду Ії Наосуке самовільно підписав угоду, знехтувавши думкою Імператора. Протестуючи проти такого свавілля, останній вирішив скласти з себе повноваження японського монарха, але за порадою антиіноземної партії в середовищі палацових аристократів, надіслав таємного посланця до уділу Міто з вимогою взятися за реформування сьоґунату.
1860 року, після вбивства Ії Наосуке, Імператор Комей став на шлях відновлення співпраці із сьоґунатом задля реалізації антиіноземного курсу. Він підтримав ідею аристократично-самурайського союзу, що мусив керувати державними справами, і дозволив шлюб своєї сестри Тікако, принцеси Кадзу, із сьоґуном Токуґавою Іємоті. Монарх також змусив сьоґуна прибути до столиці й найняти на службу Мацудайру Йосінаґу для реформування урядового апарату сьоґунату. Крім цього 1863 року він видав сьоґунату розпорядження, в якому вимагав розпочати вигнання іноземців з Японії.
1863 року, через інцидент Бункю, Імператор Комей посварився з антиіноземною партією палацових аристократів і був змушений, за наполяганням поміркованої партії, вигнати лідера антиіноземців Сандзьо Санетомі та війська уділу Тьосю зі столиці. Разом із Хітоцубасі Йосінобу, Мацудайрою Йосінаґоб та Ямауті Тойосіґе монарх взявся за реалізацію аристократично-самурайського союзу, критикуючи радикальних чиновників на зразок Івакури Томомі, які ратували за ліквідацію сьоґунату та відновлення прямого Імператорського правління.
В серпні 1866 року, під час другого карального походу проти уділу Тьосю, сьоґун Іємоті помер, тому Імператор Комей видав наказ припинити похід. Каральні війська розпустили, але сьоґунат зазнав непоправного удару — вперше за декілька сотень років самурайські війська підпорядковувалися японському монарху, що зламав традиційну командирську вертикаль самурайського уряду.
30 січня 1867, невдовзі після призначення Токуґави Йосінобу новим сьоґуном, Імператор Комей помер у 36-річному віці. Офіційною причиною смерті була визнана натуральна віспа. Проте також сучасники висували припущення, що монарха отруїли представники сил, які були зацікавлені в поваленні сьоґунату. Поховали Імператора Комея в гробниці Нотіноцукінова-Хіґасіяма, на території монастиря Сенрюдзі в районі Хіґасіяма, в Кіото.

## Генеалогічне дерево
|  |  | (114) Накамікадо | (114) Накамікадо | (114) Накамікадо | (114) Накамікадо | (114) Накамікадо | (114) Накамікадо |  |  | (115) Сакураматі | (115) Сакураматі | (115) Сакураматі | (115) Сакураматі | (115) Сакураматі | (115) Сакураматі |  |  | (117) Ґо-Сакураматі | (117) Ґо-Сакураматі | (117) Ґо-Сакураматі | (117) Ґо-Сакураматі | (117) Ґо-Сакураматі | (117) Ґо-Сакураматі |  |  |                    |                    |                    |                    |                    |                    |  |  |             |             |             |             |             |             |  |  |              |              |              |              |              |              |  |  |
|  |  | (114) Накамікадо | (114) Накамікадо | (114) Накамікадо | (114) Накамікадо | (114) Накамікадо | (114) Накамікадо |  |  | (115) Сакураматі | (115) Сакураматі | (115) Сакураматі | (115) Сакураматі | (115) Сакураматі | (115) Сакураматі |  |  | (117) Ґо-Сакураматі | (117) Ґо-Сакураматі | (117) Ґо-Сакураматі | (117) Ґо-Сакураматі | (117) Ґо-Сакураматі | (117) Ґо-Сакураматі |  |  |                    |                    |                    |                    |                    |                    |  |  |             |             |             |             |             |             |  |  |              |              |              |              |              |              |  |  |
|  |  |                  |                  |                  |                  |                  |                  |  |  |                  |                  |                  |                  |                  |                  |  |  |                     |                     |                     |                     |                     |                     |  |  |                    |                    |                    |                    |                    |                    |  |  |             |             |             |             |             |             |  |  |              |              |              |              |              |              |  |  |
|  |  |                  |                  |                  |                  |                  |                  |  |  |                  |                  |                  |                  |                  |                  |  |  | (116) Момодзоно     | (116) Момодзоно     | (116) Момодзоно     | (116) Момодзоно     | (116) Момодзоно     | (116) Момодзоно     |  |  | (118) Ґо-Момодзоно | (118) Ґо-Момодзоно | (118) Ґо-Момодзоно | (118) Ґо-Момодзоно | (118) Ґо-Момодзоно | (118) Ґо-Момодзоно |  |  |             |             |             |             |             |             |  |  |              |              |              |              |              |              |  |  |
|  |  |                  |                  |                  |                  |                  |                  |  |  |                  |                  |                  |                  |                  |                  |  |  | (116) Момодзоно     | (116) Момодзоно     | (116) Момодзоно     | (116) Момодзоно     | (116) Момодзоно     | (116) Момодзоно     |  |  | (118) Ґо-Момодзоно | (118) Ґо-Момодзоно | (118) Ґо-Момодзоно | (118) Ґо-Момодзоно | (118) Ґо-Момодзоно | (118) Ґо-Момодзоно |  |  |             |             |             |             |             |             |  |  |              |              |              |              |              |              |  |  |
|  |  |                  |                  |                  |                  |                  |                  |  |  |                  |                  |                  |                  |                  |                  |  |  |                     |                     |                     |                     |                     |                     |  |  |                    |                    |                    |                    |                    |                    |  |  |             |             |             |             |             |             |  |  |              |              |              |              |              |              |  |  |
|  |  | Наохіто          | Наохіто          | Наохіто          | Наохіто          | Наохіто          | Наохіто          |  |  | Сукехіто         | Сукехіто         | Сукехіто         | Сукехіто         | Сукехіто         | Сукехіто         |  |  | Харухіто            | Харухіто            | Харухіто            | Харухіто            | Харухіто            | Харухіто            |  |  |                    |                    |                    |                    |                    |                    |  |  |             |             |             |             |             |             |  |  |              |              |              |              |              |              |  |  |
|  |  | Наохіто          | Наохіто          | Наохіто          | Наохіто          | Наохіто          | Наохіто          |  |  | Сукехіто         | Сукехіто         | Сукехіто         | Сукехіто         | Сукехіто         | Сукехіто         |  |  | Харухіто            | Харухіто            | Харухіто            | Харухіто            | Харухіто            | Харухіто            |  |  |                    |                    |                    |                    |                    |                    |  |  |             |             |             |             |             |             |  |  |              |              |              |              |              |              |  |  |
|  |  |                  |                  |                  |                  |                  |                  |  |  |                  |                  |                  |                  |                  |                  |  |  |                     |                     |                     |                     |                     |                     |  |  |                    |                    |                    |                    |                    |                    |  |  |             |             |             |             |             |             |  |  |              |              |              |              |              |              |  |  |
|  |  |                  |                  |                  |                  |                  |                  |  |  |                  |                  |                  |                  |                  |                  |  |  | (119) Кокаку        | (119) Кокаку        | (119) Кокаку        | (119) Кокаку        | (119) Кокаку        | (119) Кокаку        |  |  | (120) Нінко        | (120) Нінко        | (120) Нінко        | (120) Нінко        | (120) Нінко        | (120) Нінко        |  |  | (121) Комей | (121) Комей | (121) Комей | (121) Комей | (121) Комей | (121) Комей |  |  | (122) Мейджі | (122) Мейджі | (122) Мейджі | (122) Мейджі | (122) Мейджі | (122) Мейджі |  |  |
|  |  |                  |                  |                  |                  |                  |                  |  |  |                  |                  |                  |                  |                  |                  |  |  | (119) Кокаку        | (119) Кокаку        | (119) Кокаку        | (119) Кокаку        | (119) Кокаку        | (119) Кокаку        |  |  | (120) Нінко        | (120) Нінко        | (120) Нінко        | (120) Нінко        | (120) Нінко        | (120) Нінко        |  |  | (121) Комей | (121) Комей | (121) Комей | (121) Комей | (121) Комей | (121) Комей |  |  | (122) Мейджі | (122) Мейджі | (122) Мейджі | (122) Мейджі | (122) Мейджі | (122) Мейджі |  |  |
|  |  |                  |                  |                  |                  |                  |                  |  |  |                  |                  |                  |                  |                  |                  |  |  |                     |                     |                     |                     |                     |                     |  |  |                    |                    |                    |                    |                    |                    |  |  |             |             |             |             |             |             |  |  |              |              |              |              |              |              |  |  |
|  |  |                  |                  |                  |                  |                  |                  |  |  | Сукехіра         | Сукехіра         | Сукехіра         | Сукехіра         | Сукехіра         | Сукехіра         |  |  |                     |                     |                     |                     |                     |                     |  |  |                    |                    |                    |                    |                    |                    |  |  | Тікако      | Тікако      | Тікако      | Тікако      | Тікако      | Тікако      |  |  |              |              |              |              |              |              |  |  |
|  |  |                  |                  |                  |                  |                  |                  |  |  | Сукехіра         | Сукехіра         | Сукехіра         | Сукехіра         | Сукехіра         | Сукехіра         |  |  |                     |                     |                     |                     |                     |                     |  |  |                    |                    |                    |                    |                    |                    |  |  | Тікако      | Тікако      | Тікако      | Тікако      | Тікако      | Тікако      |  |  |              |              |              |              |              |              |  |  |